# Livegasm!
Livegasm! er det fjerde livealbum af den danske rockgruppe Dizzy Mizz Lizzy. Albummet udkom den 29. november 2017 i Japan, og den 8. december 2017 i Danmark på Columbia Records.

## Spor
Alle sange skrevet og komponeret af Tim Christensen. 
| #   | Titel                            | Længde |
| --- | -------------------------------- | ------ |
| 1.  | "Forward in Reverse"             |        |
| 2.  | "Terrified in Paradise"          |        |
| 3.  | "Brainless"                      |        |
| 4.  | "Barbedwired Baby's Dream"       |        |
| 5.  | "Glory"                          |        |
| 6.  | "Love is a Loser's Game"         |        |
| 7.  | "Love at Second Sight"           |        |
| 8.  | "Made to Believe"                |        |
| 9.  | "Rotator"                        |        |
| 10. | "67 Seas in Your Eyes"           |        |
| 11. | "Say It to Me Anyway"            |        |
| 12. | "Waterline"                      |        |
| 13. | "Mindgasm"                       |        |
| 14. | "Silverflame"                    |        |
| 15. | "I Would If I Could But I Can't" |        |

## Hitliste
| Hitliste (2017)        | Højeste placering |
| ---------------------- | ----------------- |
| Danmark (Album Top-40) | 4                 |